# Gunnar Werner (företagsledare)
För arkitekten med samma namn, se Gunnar Werner. För majoren med samma namn, se Gunnar Werner (officer).
Nils Erik Magnus Gunnar Werner, född 18 februari 1905 i Hedvig Eleonora församling, Stockholm, död 13 april 1995 i Oscars församling, Stockholm, var en svensk företagsledare och verkställande direktör för Arbetsgivarnas Ömsesidiga Olycksfallsförsäkringsbolag och Arbetsgivarnas Ömsesidiga Ansvarsförsäkringsbolag i Stockholm.

## Biografi
Werner föddes i Hedvig Eleonora församling, Stockholm, son till köpmannen J.O. Werner och Anna Werner. Han tog studentexamen vid Uppsala högre allmänna läroverk 1923 och började studera vid Uppsala universitet vårterminen 1924. Han blev kanslist 1928.
Werner inledde sin karriär som tjänsteman och amanuens vid Riksförsäkringsanstalten från 1931 till 1938. Han började därefter arbeta vid Arbetsgivarnes Ömsesidiga Olycksfallsförsäkringsbolag där han blev anställd 1938. År 1942 blev han verkställande direktör och tog senare samma position vid Arbetsgivarnes Ömsesidiga Ansvarsförsäkringsbolag 1945. Han hade även rollen som verkställande direktör för Östergötlands Ömsesidiga Olycksfallsförsäkringsbolag Egid från 1952 till 1958.
Werner var vice ordförande för Socialförsäkringsbolagens förening och styrelseledamot i Egid samt Föreningen för arbetarskydd. Han var även vice ordförande i Skogsbrukets skyddspropaganda och styrelseledamot i Svenska Försäkringsbolagens riksförbund och Försäkringsbolagens förhandlingsorganisation. Han var medlem i Svenska Försäkringsföreningen sedan 1939 (olycksfall) och satt i styrelsen 1954 till 1956.
Gunnar Werner är begravd på Sundsjö kyrkogård.